# Lancia Aurelia
La Lancia Aurelia è un'autovettura prodotta dalla Lancia dal 1950 al 1958.

## Il contesto

### Il prototipo A10 ad 8 cilindri
Durante la guerra, Gianni Lancia comincia a occuparsi dei progetti futuri della Casa che reca il suo nome. Convinto che la trazione anteriore non fosse l'ideale, pare a causa di esperienze negative vissute al volante di una Traction Avant Citroën, pensa di esplorare quella posteriore (o più correttamente centrale-posteriore): dopo qualche progetto datato 1944, nel 1948 viene realizzato un prototipo, denominato A10, munito di un motore a 8 cilindri a V di 90° di circa 2 litri di cilindrata (tipo 853, alesaggio mm 67 e corsa mm 69, per un totale di 1946,16 cmc) erogante, con un carburatore Weber doppio corpo, una potenza di base di 70 HP a 4900 giri. Questo leggero motore (poco più di 150 Kg) è realizzato totalmente in lega leggera con camicie umide (cioè a contatto diretto con l'acqua), camere di combustione emisferiche, e ha una distribuzione ad aste e bilanceri comandate da albero a camme centrale. Il progetto iniziale (febbraio 1945) prevede l'installazione del motore su una carrozzeria berlina a 4 porte ma il prototipo effettivamente costruito, con telaio tubolare, viene munito di carrozzeria coupé (realizzata dalla carrozzeria Ghia). Caratteristiche singolari di questo coupé sono anche costituite dall'abitacolo, che contempla tre posti anteriori (con il guidatore in posizione centrale) e dal comando del cambio, che è del tipo con preselettore. Il progetto viene però accantonato: gli si preferisce un qualcosa di meno rivoluzionario e, soprattutto, meno costoso: quello destinato a sostituire effettivamente l'Aprilia e che darà origine all'Aurelia.

### Dall'Aprilia all'Aurelia

L'Aprilia carrozzata da Pininfarina la cui linea ha ispirato quella dell'Aurelia

Nel novembre del 1943 la Lancia riporta a Torino la Direzione tecnica (affidata all'ing. Giuseppe Vaccarino) e la Direzione esperienze (di cui è a capo Vittorio Jano), che erano state prudenzialmente trasferite a Padova: saranno proprio i due grandi tecnici, affiancati dal giovane ing. Francesco De Virgilio (capo del servizio studi speciali e brevetti) ad elaborare studi e progetti che porteranno alla definizione delle caratteristiche tecniche del modello B10, successivamente battezzato Aurelia. Pare che l'idea di un propulsore a 6 cilindri a V sia sorta nella mente dell'ing. De Virgilio sin dalla fine del 1943. Dopo i primi studi, il giovane tecnico si persuade che la necessaria equilibratura può essere ottenuta se l'angolo della “V” è compreso tra i 40° e gli 80°. Per testare la validità di questa teoria, viene utilizzato un motore ad 8 cilindri a V di 40° circa che era stato costruito nel 1941-42, al quale vengono tolti due cilindri e trasformato quindi in un 6 cilindri. Qualche tempo dopo, viene provato un nuovo propulsore in cui la “V” dei cilindri viene portata da 40° a 60°: finita la guerra, esso costituisce la base di studio per la realizzazione di quello definitivo destinato ad essere installato sulla nuova Aprilia (ancora non si ipotizza un vero modello del tutto nuovo).
In questa fase, il nuovo motore (tipo 538) ha una apertura dei cilindri di 45° (limite massimo per contenere l'ingombro e consentirne il montaggio nell'Aprilia), un solo albero a camme ed una cilindrata di 1568,89 cm³ (alesaggio mm 68, corsa mm 72); esso viene installato su alcune berline (Aprilia per l'appunto) per i collaudi su strada, che si protraggono per circa tre anni, dal 1945 ai primi mesi del 1948. In quel triennio, vengono anche testati motori con cilindrate inferiori, tra cui uno “quadro” con alesaggio e corsa di mm 68 (cmc 1481,73), ma l'unità motrice che dà le maggiori soddisfazioni è proprio quella di 1569 cm³, che riesce ad erogare potenze di tutto rispetto (il limite massimo raggiunto è di 62 CV a 4500 giri).
Nel 1948 Gianni Lancia, ormai direttore generale, rompe gli indugi: da una parte accantona l'idea di proseguire sulla strada del prototipo A10 a motore centrale-posteriore (perché ritenuto troppo costoso da costruire), dall'altra è convinto che il semplice aggiornamento dell'Aprilia non sia sufficiente al rilancio aziendale, per cui decide il varo di un modello completamente nuovo che rientri però nello schema Lancia classico. Nel frattempo la direzione tecnica è nelle mani di Jano, che, assieme a De Virgilio (che nel 1947 ha sposato Rita Lancia, nipote di Vincenzo Lancia), costruisce un secondo propulsore sperimentale, sempre di 1569 cm³ ma con apertura di 50° (sarà il B10 primo tipo).

La prima immagine, diffusa nel 1950, dell'Aurelia B10 berlina

Il motore definitivo viene realizzato nel 1949; l'angolo di apertura della “V” viene aumentato a 60° (un valore che garantisce un'ottima equilibratura del 6 cilindri, come confermano alcuni test effettuati al Politecnico di Torino dal prof. Capetti), la cilindrata viene portata a cmc 1754,9 (incrementando sia la misura dell'alesaggio, da mm 68 a mm 70, sia il valore della corsa, da mm 72 a mm 76). Il blocco è in lega leggera con canne cilindri in ghisa, l'albero di distribuzione è unico, comandato da una catena doppia, a rulli (mantenuta in tensione da un tendicatena idraulico, secondo uno dei tanti particolari tecnici coperti da brevetto Lancia). L'impianto di raffreddamento, ad acqua con pompa (circolazione forzata) è regolato da due termostati, uno posto sulla tubazione (che regola la circolazione dell'acqua) e l'altro posizionato sul radiatore (per comandare la persiana regolatrice della portata dell'aria). La potenza di questa unità motrice non è molto elevata (56 CV totali, corrispondenti a 32 CV/litro scarsi), al pari del valore del rapporto di compressione (6,85:1) e del regime di rotazione (la potenza massima è erogata a 4.000 giri/minuto, ma il motore può ruotare fino a 4.500-4.700 giri/minuto). Notevole l'elasticità di marcia, grazie al valore della coppia motrice massima (10,8 kgm ad un regime di rotazione compreso tra 2.500 e 3.000 giri/minuto).
La nuova creatura (B10) non si distingue però soltanto per il nuovo propulsore: tutta la meccanica della vettura, come del resto la carrozzeria, è frutto di un progetto definito “ex novo”. Le dimensioni generali della vettura sono maggiori rispetto a quelle della Aprilia, a cominciare dal passo, che misura 11 cm in più (286 contro 275) per offrire maggiore abitabilità ma soprattutto per ospitare il propulsore che, avendo 6 cilindri anziché 4, ha una maggiore lunghezza. Nella trasmissione, una grossa innovazione è data dal fatto che frizione, cambio e differenziale vengono realizzati in gruppo unico, ancorato al telaio e disposto al retrotreno, onde aumentare il peso gravante sulle ruote posteriori e diminuire quello gravante sulle anteriori. Da segnalare ancora che il comando del cambio è ora al volante, in sintonia con la moda imperante dell'epoca.
Quanto all'impianto frenante, ovviamente idraulico, va rimarcato che, al retrotreno, i tamburi sono posizionati in posizione centrale, all'uscita del blocco differenziale, all'evidente scopo di ridurre le masse non sospese. Le sospensioni all'avantreno mantengono il classico schema Lancia (ruote indipendenti, molle elicoidale racchiuse ed ammortizzatori idraulici incorporati), mentre al retrotreno è stato realizzato un eccellente sistema di sospensione a ruote indipendenti, diverso e forse anche più semplice rispetto a quello della progenitrice. Così venne descritto da Ferruccio Bernabò in un pregevole scritto apparso sulla Rivista Lancia: Scartata la soluzione del braccio oscillante trasversale, che produce una oscillazione laterale della ruota che indurisce la sospensione, si opta per una soluzione in cui il braccio porta-ruota (contrastato elasticamente da una molla cilindrica) viene disposto diagonalmente, per cui ogni ruota viene a spostarsi secondo la generatrice di un cono con vertice sull'asse trasversale del gruppo frizione-cambio-differenziale. In realtà, il braccio portaruote è costituito da un triangolo in tubi con articolazioni montate su boccole in gomma: gli assi di tali boccole non sono però allineati ma – con soluzione coperta da brevetto – disposti obliquamente rispetto all'asse di oscillazione dei bracci: tale obliquità dei silentblocs ha lo scopo di evitare carichi eccessivi lungo gli assi degli stessi e garantire la migliore tenuta.
La B10 berlina ha naturalmente la struttura portante, ed è caratterizzata da una linea assai sobria ed elegante, ispirata a quella di una Aprilia carrozzata da Pininfarina nel periodo 1946-1948 ma disegnata in casa Lancia ed ulteriormente ammodernata ed addolcita. La caratteristica mascherina anteriore “a scudetto” viene mantenuta, anche se ammodernata ed arrotondata. Anche la coda è all'insegna della rotondità, con un raccordo ad ampio raggio tra l'abitacolo ed il bagagliaio. Generose le dimensioni: passo cm 286, carreggiate cm 128 anteriormente e cm 130 posteriormente, lunghezza cm 442, larghezza cm 156.
La velocità massima della vettura si aggira attorno ai 135 Km/h, mentre il consumo dichiarato (norme CUNA, cioè a velocità costante, in piano, in IV marcia ed a 2/3 della velocità massima) è di 10,5 litri ogni 100 km.

### La scelta del nome
Abbandonando i nomi di città laziali (Ardea, Aprilia), la Lancia assegna alla B10 la designazione "Aurelia", un nome che, se vogliamo, ha un suono armonioso che riflette appieno il carattere della macchina. Inizia così la serie dei nomi corrispondenti alle vie consolari romane: la serie proseguirà con l'Appia (1953), con la Flaminia (1956-57), poi la Flavia (1960-71) ed infine la Fulvia (1963-1976). La via Aurelia è una delle più importanti strade romane che congiunge Roma con Arles attraverso Civitavecchia, Pisa e Genova. Il primo tratto (quello italico) venne costruito nel II secolo a.C., mentre la prosecuzione fino ad Arles risale all'età imperiale. Attualmente, la via Aurelia - che segue in gran parte il tracciato originario - giunge fino a Ventimiglia, al confine con la Francia.

### La serie Aurelia
Al Salone dell'automobile di Torino inauguratosi il 4 maggio 1950 viene esposta la capostipite di tutte le Aurelia, la berlina B10, caratterizzata da una linea armoniosamente arrotondata, dal motore a 6 cilindri a V da 1,8 litri, dalla scocca portante con sospensioni a quattro ruote indipendenti, dal gruppo frizione-cambio-differenziale disposto al retrotreno (solo per citare le particolarità tecniche più rilevanti).

Parallelamente, escono gli autotelai per i carrozzieri, denominati B50 e B51 (quest'ultimo destinato ad ospitare le carrozzerie più pesanti).

Un anno dopo, nella primavera del 1951, esordisce il motore con cilindrata portata a 2 litri, che viene montato sul nuovissimo filante e sportivo coupé B20 e, in alternativa all'1,8 litri, sulla berlina, che assume la denominazione di B21. Anche gli autotelai per i carrozzieri montano il motore da due litri ed assumono le nuove sigle B52 e B53.

Nel corso del 1952, la gamma Aurelia presenta tre novità: la seconda serie del coupé B20 (leggermente potenziato e modificato in alcuni particolari di carrozzeria), una nuova limousine di rappresentanza allungata a 6-7 posti (tipo B15) e, in autunno, una nuova versione della berlina (B22) pensata anche in funzione di una partecipazione alle corse della categoria turismo.
Il 1953 vede invece un profondo rinnovamento della coupé B20, le cui prestazioni, grazie all'incremento della cilindrata che passa a 2,5 litri, diventano davvero entusiasmanti.
Nel 1954 è la volta del rifacimento della berlina, la cui seconda serie (o tipo B12) viene esposta al Salone primaverile di Torino: questa nuova serie, più lussuosamente rifinita, perde le caratteristiche sportive, subisce un incremento di cilindrata (che ora sale a 2,3 litri), mentre le sospensioni posteriori a ruote indipendenti vengono sostituite dal cosiddetto ponte De Dion: questa seconda serie sostituisce in un colpo solo le precedenti B10, B21 e B22. Naturalmente, anche gli autotelai per i carrozzieri – ormai quantitativamente quasi irrilevanti – adottano il motore da 2,3 litri ed assumono le sigle B55 e B56. Praticamente in contemporanea con l'uscita della seconda serie berlina, viene modificata anche la B20 coupé, che mostra migliori finiture e soprattutto l'adozione del ponte posteriore tipo De Dion.
A fine anno, inizia la produzione della spider B24 (poi denominata “America” in quanto pensata e creata soprattutto mirando a quel mercato d'oltreoceano) che ha sostanzialmente la meccanica da 2,5 litri della B20 e che fa il suo debutto ufficiale al Salone dell'automobile di Bruxelles del gennaio 1955.

Ormai la vita dell'Aurelia volge però al termine. Nel 1956, dopo il passaggio di proprietà della Lancia, mentre viene a cessare la produzione della berlina (è in via di definizione la nuova ammiraglia di casa Lancia, la Flaminia), continuano ad essere costruite, sia pure in quantità limitate, le B20 coupé (che perdono parte della vivacità sportiva) e le B24, che a loro volta vengono trasformate da scomode ma affascinanti spider in più confortevoli ma più banali convertibile-cabriolet. Le ultime B20 e B24 escono dalla fabbrica nella seconda metà del 1958, anche se i due modelli rimangono a listino sino al maggio del 1959, probabilmente per l'esaurimento delle scorte.

Una berlina prima serie (1953)
La seconda serie berlina (1954)
La Giardinetta Viotti su autotelaio B51 (1951)
La spider Pininfarina PF200 (1953)
La Florida di Pininfarina due porte (1955)
La coupé B20-2500 (1953)
La spider B24 (1955)
La convertibile B24 (1957)

## L'attività sportiva dell'Aurelia
L'Aurelia è il primo modello Lancia ad ottenere notevoli successi sportivi anche a livello internazionale.
Le qualità velocistiche si sono rivelate sin dalle prime uscite in corsa, quando a gareggiare è stata la "pacifica" berlina B10 (con motore di cilindrata da 1 litro e 3/4), ma il salto di qualità avviene l'anno dopo, nel 1951, quando esce la B20 coupé da 2 litri e quando anche la berlina può essere dotata del motore maggiorato (modello B21).
Il 1951 vede dunque scendere in campo, accanto alla berlina B21, un nugolo di coupé del nuovo tipo B20, che subito mettono in mostra notevoli doti di maneggevolezza e velocità affermandosi nelle più importanti corse su strada (Mille Miglia in primis) ma anche su pista (Le Mans). La stessa Lancia, in prima persona, allestisce alcune B20 speciali, partecipando in veste semi-ufficiale alle maggiori gare internazionali. Lo stesso accade nel 1952 (con la B20-2000 seconda serie, che si illustra alla Mille Miglia ed alla Targa Florio) e nel 1953 (con la nuova B20-2500) anno in cui però la Casa torinese dedica le sue attenzioni ai modelli più prettamente corsaioli (D20, D23, D24) "abbandonando" le B20, che però avranno lunga e gloriosa vita sportiva grazie ai privati che la porteranno in gara sino ai primi anni sessanta.
Ma prima di andare in pensione, nel 1954 l'Aurelia si toglie il non piccolo sfizio della vittoria assoluta al Rallye di Montecarlo con la B20 GT 2.500 di Louis Chiron e Ciro Basadonna (vedi http://rallyemontecarlo1954.unblog.fr/)
Guardando i risultati sportivi ottenuti dalla berlina anno per anno, si può notare che, se nel 1951 il dominio dell'Aurelia è stato assoluto perché la rivale Alfa Romeo 1900 ancora non era stata omologata nella categoria Turismo Nazionale, nell'anno successivo, quando la rivale milanese comincia a scendere in lizza, il dominio Aurelia rallenta parecchio ed in diverse occasioni l'Aurelia è costretta a cedere le armi. Nel 1953, quando la Lancia mette in campo le più potenti B22, la lotta sembrerebbe volgere a favore dell'Aurelia, sennonché l'Alfa Romeo si rifà prontamente e definitivamente grazie alla nuova micidiale 1900 Turismo Internazionale che monta il motore da 100 cavalli della Sprint.
Anche il magnifico spider B24 è sceso qualche volta in corsa: l'albo d'oro non è particolarmente ricco, anche se non manca una prestazione davvero notevole all'ultima Mille Miglia (1957).
Come si può evincere dalle tabelle, le Aurelia hanno gareggiato tanto nella categoria Turismo quanto nella Gran Turismo o nella Sport: ciò in funzione dei regolamenti via via succedutisi, del modello (berlina B10/B21/B22 oppure coupé B20-2000/B20-2500 oppure B24 spider) e dell'eventuale grado di "preparazione/elaborazione" della singola vettura.

## Dati produttivi, per modello e per anno
| Dati produzione Aurelia | Dati produzione Aurelia | Dati produzione Aurelia | Dati produzione Aurelia | Dati produzione Aurelia | Dati produzione Aurelia | Dati produzione Aurelia | Dati produzione Aurelia | Dati produzione Aurelia | Dati produzione Aurelia | Dati produzione Aurelia | Dati produzione Aurelia | Dati produzione Aurelia | Dati produzione Aurelia | Dati produzione Aurelia | Dati produzione Aurelia |  |
| ----------------------- | ----------------------- | ----------------------- | ----------------------- | ----------------------- | ----------------------- | ----------------------- | ----------------------- | ----------------------- | ----------------------- | ----------------------- | ----------------------- | ----------------------- | ----------------------- | ----------------------- | ----------------------- |  |
|                         | Berline                 | Berline                 | Berline                 | Berline                 | Berline                 | B20 coupé               | B20 coupé               | B24                     | Autotelai               | Autotelai               | Autotelai               | Autotelai               | Autotelai               | Autotelai               |                         |  |
| Anni                    | B.10                    | B.21                    | B.15                    | B.22                    | B12                     | 2000                    | 2500                    | Spider/Convertibile     | B50                     | B51                     | B52                     | B53                     | B55/56                  | B60                     | Totale per anno         |  |
| 1950                    | 954                     | ---                     | ---                     | ---                     | ---                     | ---                     | ---                     | ---                     | 291                     | 51                      | ---                     | ---                     | ---                     | ---                     | 1296                    |  |
| 1951                    | 2994                    | 1118                    | ---                     | ---                     | ---                     | 371                     | ---                     | ---                     | 193                     | 47                      | ---                     | ---                     | ---                     | ---                     | 4723                    |  |
| 1952                    | 1326                    | 2123                    | 61                      | 294                     | ---                     | 736                     | ---                     | ---                     | 1                       | 1                       | 86                      | 86                      | ---                     | ---                     | 4714                    |  |
| 1953                    | 177                     | 539                     | 20                      | 780                     | ---                     | 124                     | 720                     | ---                     | ---                     | ---                     | 12                      | ---                     | ---                     | 1                       | 2373                    |  |
| 1954                    | ---                     | ---                     | ---                     | ---                     | 995                     | ---                     | 573                     | 1[a]                    | ---                     | ---                     | ---                     | ---                     | ---                     | ---                     | 1569 [a]                |  |
| 1955                    | ---                     | ---                     | ---                     | ---                     | 1372                    | ---                     | 426                     | 239                     | ---                     | ---                     | ---                     | ---                     | 10                      | ---                     | 2047                    |  |
| 1956                    | ---                     | ---                     | ---                     | ---                     | 33                      | ---                     | 189                     | 150                     | ---                     | ---                     | ---                     | ---                     | 4                       | ---                     | 376                     |  |
| 1957                    | ---                     | ---                     | ---                     | ---                     | ---                     | ---                     | 420                     | 176                     | ---                     | ---                     | ---                     | ---                     | ---                     | ---                     | 596                     |  |
| 1958                    | ---                     | ---                     | ---                     | ---                     | ---                     | ---                     | 312                     | 195                     | ---                     | ---                     | ---                     | ---                     | ---                     | ---                     | 507                     |  |
| Totale per modello      | 5451                    | 3780                    | 81                      | 1074                    | 2400                    | 1231                    | 2640                    | 761 [a]                 | 485                     | 99                      | 98                      | 86                      | 14                      | 1                       | 18201 [a]               |  |

[a]= il dato NON comprende il prototipo di pre-serie della B24 costruito nel'54

## Le vendite in Italia e all'estero
Su 18.201 Aurelia costruite, 15.468 risultano vendute ed immatricolate in Italia, dal 1950 al 1959 (57 delle ultime B20-B24 risultano vendute/immatricolate nel 1959). Ne consegue che l'esportazione (2.733 unità) ha assorbito il 15% della produzione.
 Le B20-B24 da 2 litri e mezzo sono i modelli che hanno ottenuto (proporzionalmente) una maggior penetrazione all'estero (1280 unità vendute all'estero su una produzione di 3401 pezzi, cioè quasi il 38%). Non male anche la berlina B12 seconda serie (2415 unità prodotte, 437 vendute all'estero, pari al 18%). Quanto alla "prima serie" (berline, coupé B20-2000 ed autotelai) la vendita all'estero ha rappresentato soltanto un 8,2% rispetto alla produzione (prodotte 12.385 unità, vendute all'estero 1.016).
| Anno   | Cilindrata (cm³) | Cilindrata (cm³) | Cilindrata (cm³) | Cilindrata (cm³) | Totale |
| Anno   | 1754             | 1991             | 2267             | 2451             | Totale |
| ------ | ---------------- | ---------------- | ---------------- | ---------------- | ------ |
| 1950   | 827              | ---              | ---              | ---              | 827    |
| 1951   | 2882             | 1063             | ---              | ---              | 3945   |
| 1952   | 1220             | 3052             | ---              | ---              | 4281   |
| 1953   | 469              | 1661             | ---              | 525              | 2655   |
| 1954   | 34               | 141              | 704              | 313              | 1192   |
| 1955   | ---              | 11               | 962              | 446              | 1419   |
| 1956   | ---              | ---              | 308              | 150              | 468    |
| 1957   | ---              | ---              | 3                | 346              | 349    |
| 1958   | ---              | ---              | 1                | 274              | 275    |
| 1959   | ---              | ---              | ---              | 57               | 57     |
| Totali | 5.441            | 5.928            | 1.978            | 2121             | 15.468 |

|                   | Cilindrata (cm³) | Cilindrata (cm³) | Cilindrata (cm³) | Cilindrata (cm³) | Totale |
| 1754              | 1991             | 2267             | 2451             |                  | Totale |
| ----------------- | ---------------- | ---------------- | ---------------- | ---------------- | ------ |
| Produzione        | 6.035            | 6.350            | 2.415            | 3.401            | 18.201 |
| Vendita in Italia | 5.441            | 5.928            | 1.978            | 2.121            | 15.468 |
| Esportazione      | 594              | 422              | 437              | 1.280            | 2.733  |
| % export          | 9,84%            | 6,65%            | 18,10%           | 37,64%           | 15,02% |